# Praia da Conceição

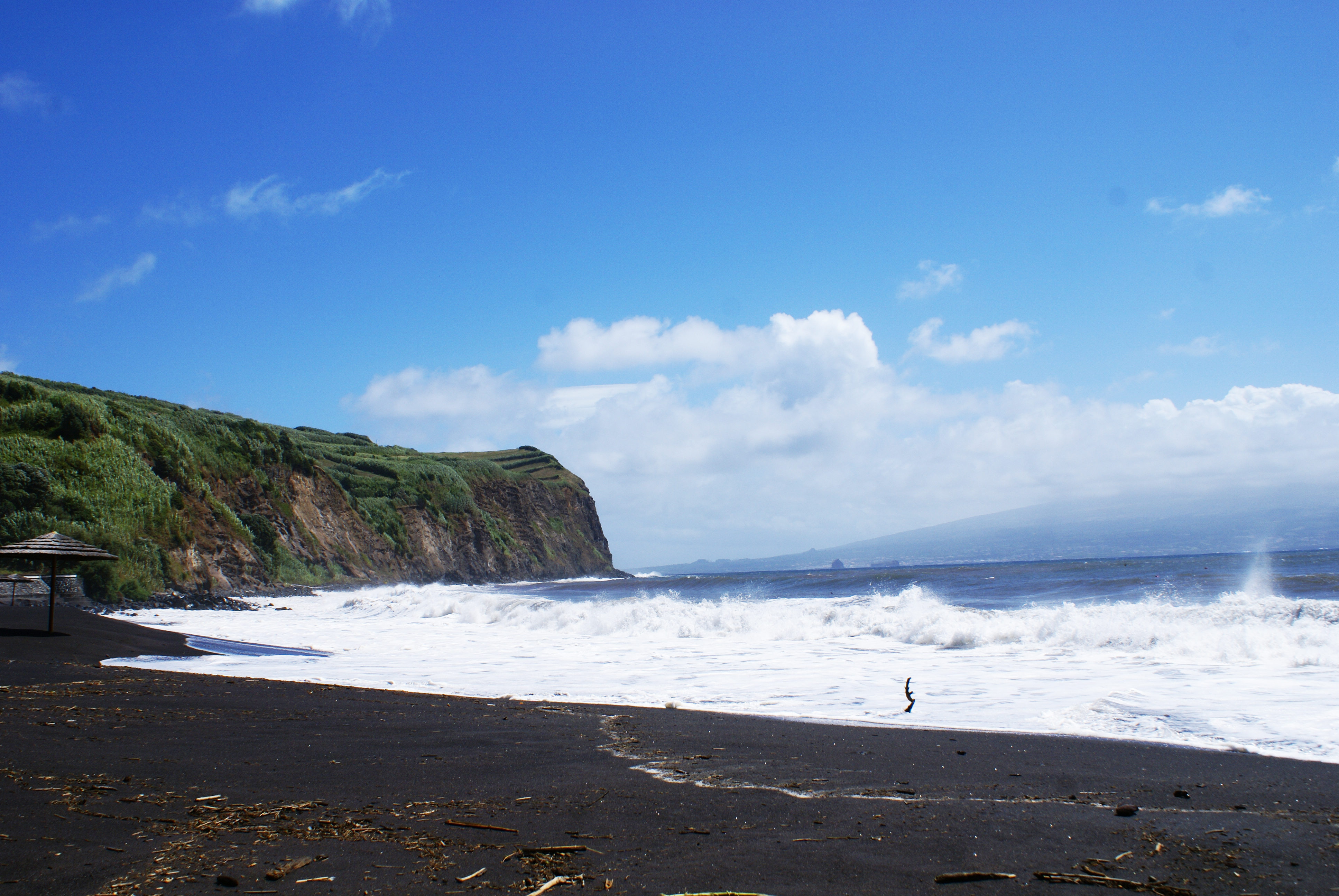
Praia da Conceição em dia de tempestade, ao fundo a Ilha do Pico.

A Praia da Conceição é uma praia localizada dentro da Baía da Horta, na freguesia da Conceição, concelho da Horta, ilha do Faial arquipélago dos Açores.
Esta praia apresenta-se com um belo areal de areia castanha clara com origem marcadamente vulcânica. Fica dentro da cidade da Horta, junto ao promontório da Ponta da Espalamaca. Nesta praia desagua a Ribeira da Conceição, importante curso de água que atravessa a cidade da Horta.
Este local, e devido ao facto de se encontra dentro da cidade da Horta e além disso junto ao Parque da Conceição faz com seja muito procurado pelos banhistas.